# Luh u Telče
Luh u Telče je přírodní rezervace poblíž města Telč v okrese Jihlava v nadmořské výšce 523–554 metrů. Oblast spravuje Krajský úřad Kraje Vysočina. Důvodem ochrany je zachování jedinečné ukázky lužního lesa v jedlobukovém stupni v drsnější poloze Českomoravské vysočiny důležité i z hlediska ornitologického.

## Galerie

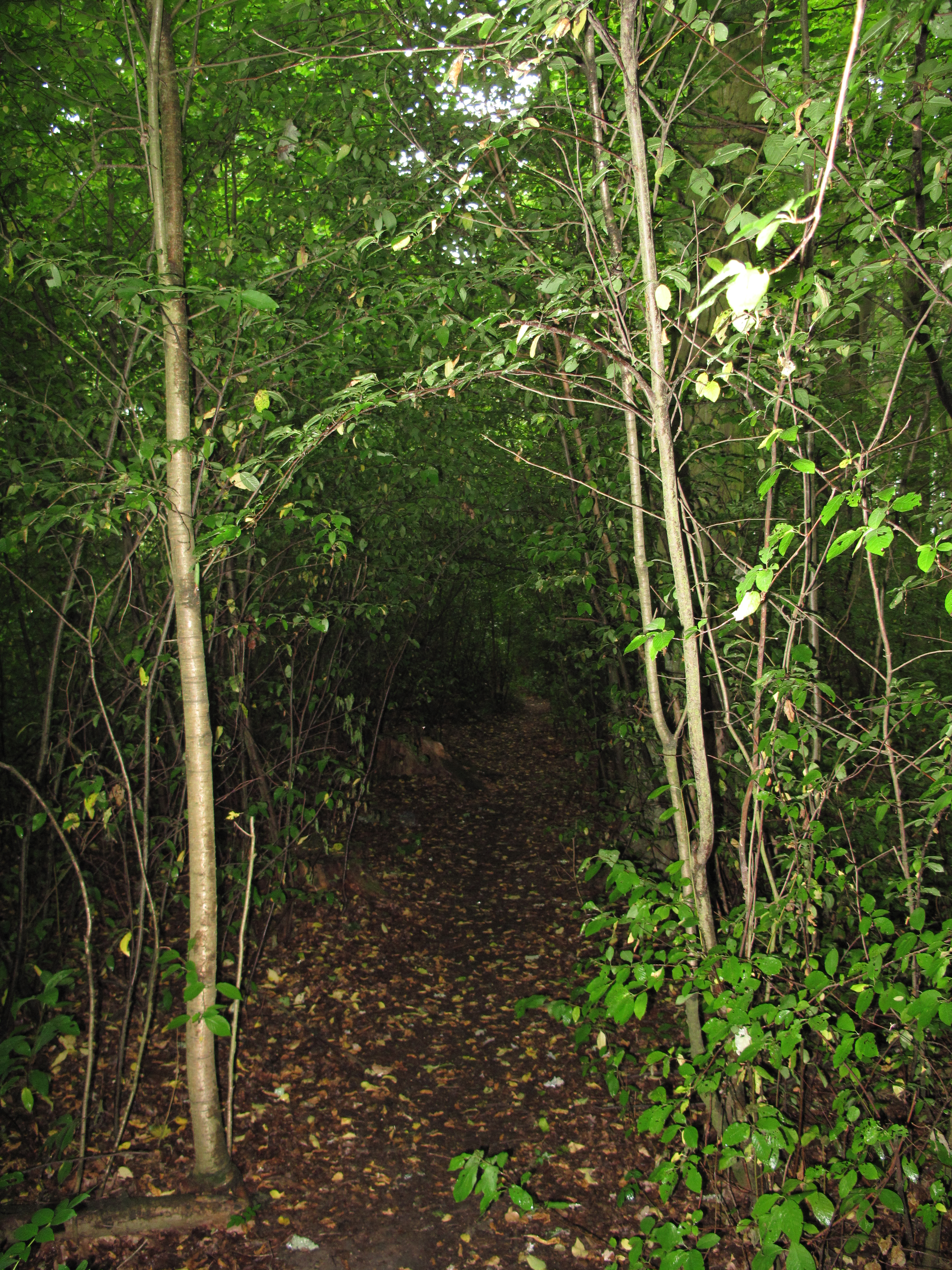
Neprostupný porost
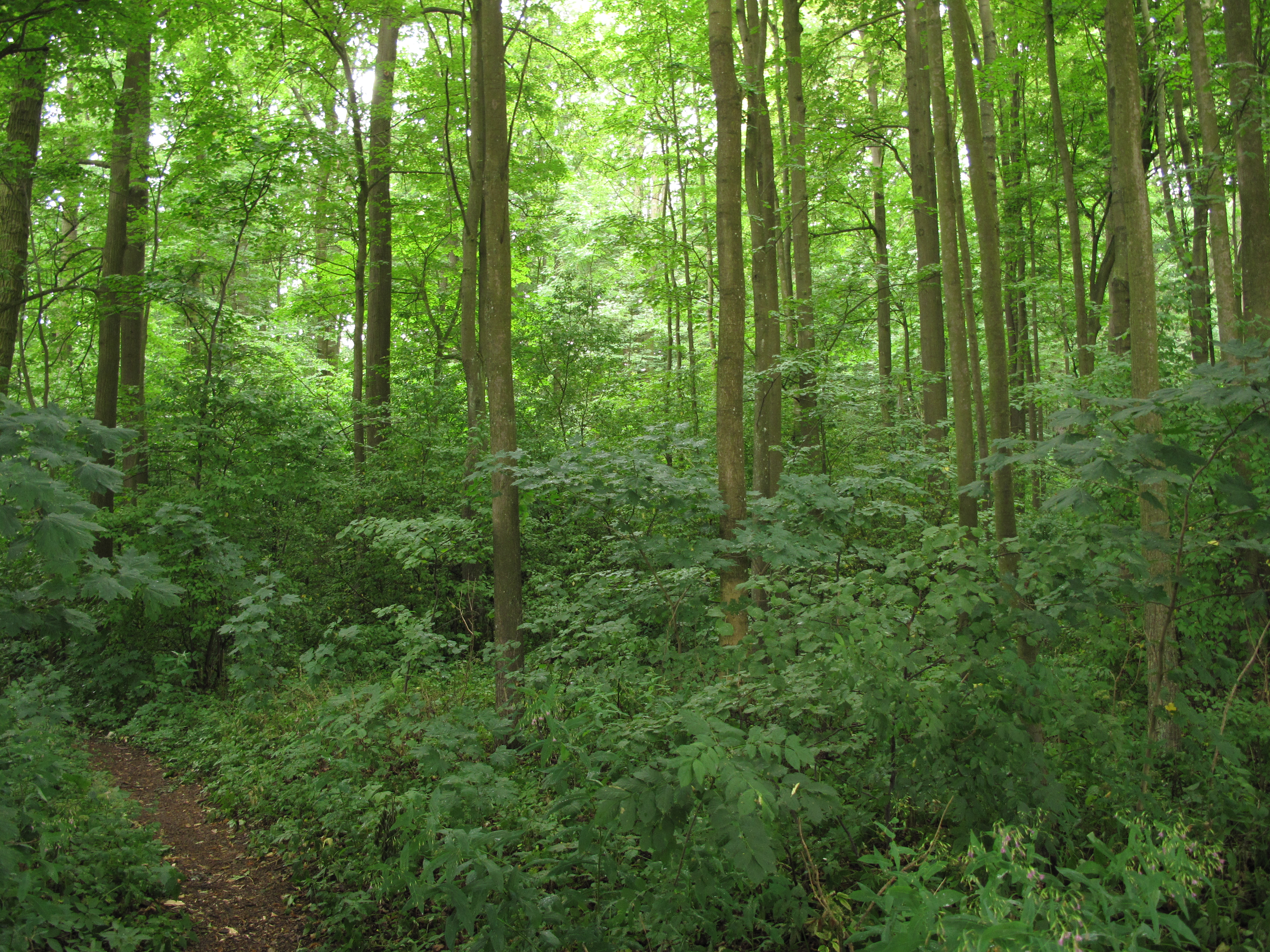
Les